# Zivy Crater
De Zivy Crater is een Britse militaire begraafplaats met gesneuvelden uit de Eerste Wereldoorlog, gelegen in de Franse gemeente Thélus in het departement Pas-de-Calais. De begraafplaats ligt 1600 m ten westen van het centrum van Thélus en langs de weg naar Neuville-Saint-Vaast, voorbij de brug over de snelweg A26/E15. De begraafplaats werd door William Cowlishaw ontworpen en is eigenlijk een massagraf gebouwd rond een mijnkrater. Op de ommuring rond het Cross of Sacrifice zijn panelen aangebracht met de namen van de hier begraven soldaten. De begraafplaats wordt onderhouden door de Commonwealth War Graves Commission. Er liggen 53 gesneuvelden, waarvan er 50 geïdentificeerd zijn.

## Geschiedenis
De Zivy Crater werd in de oorlog net als de Lichfield Crater door de Canadezen gebruikt voor het begraven van gesneuvelden van het slagveld rond Vimy. Naar Canadese gewoonte had de begraafplaats aanvankelijk geen naam, maar werd "CB 1" genoemd. Behalve één zijn alle soldaten gesneuveld op 9 april 1917. Onder de 53 slachtoffer zijn er 51 Canadezen en 2 Britten.

## Graven

### Onderscheiden militair
- H. Lieb, sergeant bij de Canadian Infantry ontving de Military Medal (MM).

### Aliassen
- sergeant H. Lieb diende onder het alias H. Leary bij de Canadian Infantry.
- soldaat Bernard Pantall diende onder het alias G. Symonds bij de Canadian Infantry.